# Рікардо Майорга
Рікардо Майорга (ісп. Ricardo Mayorga; 3 жовтня 1973, Манагуа, Нікарагуа) — нікарагуанський професійний боксер. Колишній чемпіон світу у напівсередній (версія WBA, 2002 — 2003; версія WBC, 2003) та першій середній (версія WBC, 2005 — 2006) вагових категоріях. Переміг 4 боксерів, із них 3 нокаутом, за титул чемпіона світу. Завдяки своїй ексцентричній поведінці на рингу і за його межами, зусиллями спортивних оглядачів набув репутації зразкового лиходія, схильного до аморальних витівок, куріння і алкоголізму, лихослів'я на адресу оточуючих, презирливого тренування, при цьому міг перемагати видатних боксерів.